# Teatro Colón
Teatro Colón (Kolumbovo divadlo) je operní scéna v argentinském hlavním městě Buenos Aires. Patří k největším divadelním budovám světa a je oceňována pro své vynikající akustické vlastnosti. Sídlí zde filharmonie Orquesta Filarmónica de Buenos Aires a v roce 1960 byla při divadle zřízena umělecká škola Instituto Superior de Arte. Patří k němu i rozsáhlá knihovna, kterou založil muzikolog Ernesto de la Guardia.
Původní menší divadlo tohoto názvu bylo postaveno v roce 1857 na náměstí Plaza de Mayo podle návrhu architekta Charlese Pellegriniho a ukončilo činnost v roce 1888. Stávající budova ve čtvrti San Nicolás, kterou v eklektickém stylu projektoval Francesco Tamburini, byla otevřena 25. května 1908 slavnostním představením Aidy, které vedl Luigi Mancinelli. V červnu 1910 podnikli anarchisté v divadle bombový útok, jehož svědkem byl také francouzský politik Georges Clemenceau.
Od roku 1925 je divadlo státním majetkem. V roce 1990 byla budova zařazena na seznam argentinských národních kulturních památek. V letech 2001 až 2010 proběhla generální rekonstrukce a obnovení činnosti divadla bylo součástí oslav dvoustého výročí květnové revoluce. V roce 2018 se v divadle konala slavnostní recepce v rámci summitu skupiny G20.
Budova je vysoká 28 metrů a má celkovou užitnou plochu 58 000 m². Hlediště má kapacitu 2 487 míst. Autorem sochařské výzdoby interiéru byl Luigi Trinchero, obrazy v kupoli namaloval Raúl Soldi.
Teatro Colón funguje jako stagionové divadlo. Vystupovali zde např. Arturo Toscanini, Maja Plisecká, Antonio Gades, Margot Fonteynová, Igor Stravinskij, Herbert von Karajan, Leonard Bernstein, Zubin Mehta, Maria Callas, Yehudi Menuhin, Adelaida Negri, José Carreras, Luciano Pavarotti, Victoria de los Ángeles, Montserrat Caballé, Kiri Te Kanawaová, Alberto Ginastera, Martha Argerich, Astor Piazzolla, Chris Cornell, Aníbal Troilo, Sarah Brightmanová nebo Branford Marsalis.